# Dodonaea amplisemina
Dodonaea amplisemina là một loài thực vật có hoa trong họ Bồ hòn. Loài này được K.A.Sheph. & Rye mô tả khoa học đầu tiên năm 2007.